# Подгарич
Подгарич (хорв. Podgarić) — населений пункт у Хорватії, у Б'єловарсько-Білогорській жупанії у складі громади Берек.

## Населення
Населення за даними перепису 2011 року становило 47 осіб. За даними перепису 2021 року, його населення становило 26 осіб.
Динаміка чисельності населення поселення: